# 川西金灯藤
川西金灯藤（学名：Cuscuta japonica var. fissistyla）为旋花科菟丝子属下的一个变种。

## 扩展阅读
- 維基物種上的相關：川西金灯藤